# London Classical Players
La London Classical Players (LCP) è stata un'orchestra britannica specializzata in esecuzioni filologiche e performance orchestrali con strumenti musicali d'epoca. Sir Roger Norrington fondò la LCP nel 1978. Dal 1978 al 1992 il primo violino dei London Classical Players fu il violinista barocco John Holloway. La LCP effettuò diverse registrazioni per la EMI Classics. Molti dei musicisti della LCP coincisero con altri quattro grandi gruppi orchestrali filologici, l’Academy of Ancient Music, l’English Concert, l'Orchestra of the Age of Enlightenment e gli English Baroque Soloists.
Tra le loro famose serie di concerti vi furono "The Beethoven Experience" nel 1987 e "The Berlioz Experience" nel 1988. Nel 1996 la LCP venne invitata ad inaugurare il Festival di Primavera di Praga nel tradizionale concerto di apertura di Má vlast di Bedřich Smetana, all'epoca una decisione controversa.
Nel 1997 la LCP si sciolse formalmente come organico, e la sua opera fu assorbita nell'Orchestra of the Age of Enlightenment.

## Discografia selettiva
- Ludwig van Beethoven: Le nove sinfonie, Virgin Classics 5619432 (ristampa)
- Ludwig van Beethoven: I cinque concerti per pianoforte, Virgin Classics 5622422 (ristampa)
- Hector Berlioz: Sinfonia fantastica, Ouverture Les Francs-Juges, Virgin Classics 3632862 (ristampa)
- Johannes Brahms: Ein deutsches Requiem, Virgin Veritas 5616052 (ristampa)
- Anton Bruckner: Sinfonia n° 3, Virgin Veritas 4820912 (ristampa)
- Georg Friedrich Händel: Musica sull'acqua, Musica per i reali fuochi d'artificio, Virgin Veritas (ristampa)
- Franz Joseph Haydn: Sinfonie nn. 99 e 100 (EMI Classics), 101 e 102 (EMI Classics), 103 e 104 (EMI Classics)
- Felix Mendelssohn: Sinfonie nn. 3 e 4, Virgin Veritas 3499832 (ristampa)
- Wolfgang Amadeus Mozart:
  - Sinfonie nn. 38-41, Virgin Veritas 5620102 (ristampa)
  - Il flauto magico, Virgin Veritas 4820732
  - Don Giovanni, Virgin Veritas 5622672 (ristampa con Il flauto magico)
  - Concerti per pianoforte nn. 20, 23-25, Virgin Veritas 5623432 (ristampa)
  - Requiem/Musica funebre massonica/Ave verum corpus, Virgin Veritas 5615202
- Henry Purcell: La regina delle fate, Virgin Veritas 5619552
- Gioachino Rossini: Ouvertures, EMI Classics
- Franz Schubert: Sinfonie nn. 4-6 and 8, Virgin Veritas 5622272 (ristampa)
- Robert Schumann: Sinfonie nn. 3 e 4, Virgin Veritas 3499832 (ristampa)
- Bedřich Smetana: Má vlast, Virgin Veritas 5453012
- Richard Wagner: Preludio di Rienzi, I maestri cantori di Norimberga e Parsifal, Preludio e morte  da Tristano e Isotta, Atto III Preludio di Lohengrin, Idillio di Sigfrido, Virgin Veritas 4820912 (ristampa)
- Carl Maria von Weber: Sinfonie nn. 1 e 2, Konzertstück, EMI Classics